# Marcala
Marcala é uma cidade de Honduras localizada no departamento de La Paz.